# Belá, Žilina
Belá este o comună slovacă, aflată în districtul Žilina din regiunea Žilina, pe malul râului Varínka⁠(d). Localitatea se află la altitudinea de 494 m deasupra n.m., se întinde pe o suprafață de 38,61 km2 și în 2017 număra 3.392 de locuitori.

## Istoric
Localitatea Belá este atestată documentar din 1378.

## Demografie
| An:                | 1994 | 2004   | 2014   | 2024   |
| ------------------ | ---- | ------ | ------ | ------ |
| Număr de persoane: | 3060 | 3346   | 3377   | 3266   |
| Diferență:         |      | +9,34% | +0,92% | −3,28% |

| An:                | 2023 | 2024   |
| ------------------ | ---- | ------ |
| Număr de persoane: | 3292 | 3266   |
| Diferență:         |      | −0,78% |